# Athripsodes discatus
Athripsodes discatus är en nattsländeart som beskrevs av Morse 1974. Athripsodes discatus ingår i släktet Athripsodes och familjen långhornssländor. Inga underarter finns listade i Catalogue of Life.